# Arthur Becker (Chemiker)
Arthur Hugo Hermann Becker (* 3. Dezember 1884 in Davos; † 26. Mai 1967 in Langen (Hessen))
war ein deutscher Chemiker und Mitglied des Provinziallandtages der Provinz Hessen-Nassau.

## Leben
Arthur Becker wurde als Sohn des Buchhändlers Karl Becker (1854–1930) und dessen Ehefrau Georgine Adele Grace von Locsecke (1855–1906) geboren und verbrachte seine Kindheit in der Schweiz, bis er am Gymnasium Dresden das Abitur machte und an der Technischen Hochschule Dresden Chemie studierte. 1913 promovierte er an der Universität Breslau mit der Dissertation „Zur Konstitutionsbestimmung des Zingiberens  “ zum Dr.-Ing.
Bei den Farbwerken Hoechst erhielt er am 1. Juli 1914 eine Anstellung, in der er bis zu seinem Weggang im Jahre 1949 nach Sydney als Lackfarbenspezialist verblieb.
Becker betätigte sich politisch, wurde Mitglied der Deutschen Demokratischen Partei und erhielt 1921 ein Mandat für den Nassauischen Kommunallandtag des preußischen Regierungsbezirks Wiesbaden bzw. für den Provinziallandtag der Provinz Hessen-Nassau. Er blieb bis 1925 in den Parlamenten.